# Старотурбеєво
Старотурбе́єво (рос. Старотурбеево, башк. Иҫке Тырбый) — село у складі Шаранського району Башкортостану, Росія. Входить до складу Мічурінської сільської ради.
Населення — 96 осіб (2010; 124 у 2002).
Національний склад:
- башкири — 73 %